# La Flotte fantôme (roman)
Pour les articles homonymes, voir La Flotte fantôme.
La Flotte fantôme (Ghost Fleet) est un techno-thriller rédigé par P. W. Singer et August Cole. Le roman est sorti en 2015 en version originale, et en 2021 en version française.

## Synopsis
En 2030, un attentat radiologique dans la ville de Dhahran, principal site d'extraction pétrolier de l'Arabie saoudite, a provoqué une montée démesurée des prix du baril et une récession économique colossale dans laquelle plusieurs pays, comme l'Indonésie, se sont désintégrés, et d'autres ont obtenu leur indépendance, comme le Groenland (renommé République du Kalaallit Nunaat). De son côté, la Chine connait de sérieux troubles sociaux violemment réprimés par le régime de Pékin, mais la répression a engendré des effets inattendus : l'élite militaire et industrielle chinoise a déclenché un coup d'État, renversé le Parti communiste chinois et mis en place le Directoire, un nouveau gouvernement technocratique et nationaliste, dont les sièges se situent à Pékin, Shanghai et sur l'île de Hainan, et a remplacé le yuan par une nouvelle monnaie, le renminbi.
Trois ans plus tard, une équipe de prospection chinoise découvre de gigantesques gisements de précieuses ressources de gaz naturel dans l'océan Pacifique, et le Directoire met en place un plan visant à neutraliser l'United States Navy et les forces américaines du Pacifique avec l'aide de la Russie : injection de puces sabotées dans le complexe militaro-industriel des États-Unis, utilisation de la station spatiale Tiangong 3 comme plate-forme d'armement antisatellite, piratage du réseau GPS et enfin guerre conventionnelle dans l'océan Pacifique, du Japon jusqu'au canal de Panama en passant par l'invasion et l'occupation de Hawaï. Pour riposter, les États-Unis se tournent vers la National Defense Reserve Fleet, dernière ligne de défense et ultime espoir pour repousser l'invasion chinoise, et sur l'archipel de Hawaï même, une résistance menée par des Marines se met en place, tandis que la veuve d'un pilote se lance dans une croisade vengeresse en devenant une tueuse en série et en assassinant les soldats chinois de manière de plus en plus sanglante.

### Personnages

#### États-Unis
- Commandant Jamie Simmons, second de l'USS Coronado, puis capitaine de l'USS Zumwalt.
- Chef Mike Simmons, vétéran de la Navy travaillant à l'United States Navy reserve fleets et père de Jamie Simmons.
- Vice-Amirale Evangeline Murray, commandante de la Flotte du Pacifique à bord de l'USS America.
- Lieutenant Carolyne “Conan” Doyle, officier des Marines et cheffe de la résistance face à l'occupation chinoise d'Hawaï.
- Daniel Aboye, magnat de la Silicon Valley qui coordonnera la contre-offensive numérique contre la Chine
- Sir Aeric K. Cavendish, PDG d'une société militaire privée soutenant l'effort de guerre américain.
- Carrie Shin, veuve d'un pilote d'Hawaï abattu lors de l'invasion de l'archipel devenue tueuse en série ciblant les soldats chinois.
- Dr Vernalise Li, responsable du programme de remise en état de l'USS Zumwalt.
- Commandant Jimmie Links, officier de renseignement du Pentagone.
- Brigadier-Général Gaylen Adams, commandant de la force terrestre de libération d'Hawaï.

#### Chine
- Vice-Amiral Wang Xiaoqian, commandant de la Flotte de l'Est à bord du Zheng He, membre dirigeant du Directoire et stratège de la guerre contre les États-Unis.
- Général Yu Xilai, commandant de la force chinoise d'occupation d'Hawaï.
- Dr. Qi Jiangyong, spécialiste chinois des interrogatoires.
- Amiral Lin Boquian, chef d'État-Major de la Marine chinoise et membre dirigeant du Directoire
- Général Wei Ming, chef d'État-Major de l'Armée de terre chinoise et membre dirigeant du Directoire
- Général Wu Liao, chef d'État-Major de la Force aérienne chinoise et membre dirigeant du Directoire
- Ministre Wu Han, Ministre de l'Économie et membre dirigeant du Directoire
- Lieutenant Jian Qintong, aide de camp du Colonel Markov
- Lieutenant-Commandant Lou Wei, responsable de l'expédition scientifique chinoise
- Commandante Hu, hackeuse de la Force de Soutien Stratégique

#### Russie
- Colonel Vladimir Andreyevich Markov, conseiller russe en contre-insurrection auprès du Général Yu Xilai.
- Major-Général Sergei Setchine, attaché de l'air de l'ambassade russe à Pékin et officier de liaison avec le Directoire
- Lieutenant-Commandant Alexei Denisov, chef du groupe aérien de l'Aviation navale russe embarqué à bord de l'Amiral Kouznetsov

#### Autres
- Amirale Agathe Abelsen, cheffe militaire du Groenland indépendant.
- Lieutenant Pietor « Peaches » Nowak, officier des Jednostka Wojskowa Formoza (forces spéciales navales polonaises)

## Réception
Le roman a été acclamé comme étant une explication indispensable de futurs conflits et recommandé par l'élite militaire américaine comme livre de chevet pour les troupes,. L'amiral James Stavridis décrivit le roman comme « une description bluffante des guerres du futur qui doit être lue immédiatement. »

### Réaction de l'opposition indonésienne
Durant un discours à un meeting du Parti du mouvement de la grande Indonésie (Gerindra) le 18 septembre 2017, le général Prabowo Subianto, figure du parti, a cité un détail du roman concernant la désintégration hypothétique de l'Indonésie en 2030 causée par un second conflit au Timor, et traité le livre comme une étude académique. La vidéo de ce discours fut postée sur la page Facebook du parti, attira les critiques et finit tourné en dérision,. Singer remarqua sur Twitter l'enthousiasme de Prabowo à propos de ce détail, disant : « Il y a eu plusieurs rebondissements et retours sur ce livre, mais celui-ci remporte la palme. »